# Опасна Џенифер
Опасна Џенифер (енгл. Jennifer's Body) је америчка хорор комедија из 2009. године, у режији Карин Кусаме, по сценарију Дијабло Коди. Главне улоге тумаче Меган Фокс и Аманда Сајфред. Прати средњошколку која убија момке из свог разреда, док њена најбоља другарица покушава да је заустави.
Премијерно је приказан 10. септембра 2009. године на Филмском фестивалу у Торонту, док је 18. септембра пуштен у биоскопе у САД, односно 2. новембра у Србији. Добио је помешане рецензије критичара, уз похвале за дијалог, емоцију и глумачку поставу. У јеку покрета #MeToo, постао је познат као феминистички хорор филм, те стекао статус култног филма.

## Радња
Анита „Ниди” Лесники, некада несигурна и студиозна тинејџерка из малог града Девилс Кетл у Минесоти, сада је насилна затвореница душевне болнице која прича причу у ретроспективи док је у самици.
Још од детињства, Ниди је најбоља пријатељица са Џенифер Чек, популарном и прелепом средњошколском мажореткињом, иако њих две имају мало тога заједничког. Џенифер често малтретира и доминира Ниди, која је превише опчињена њоме да би се супротставила. Једне вечери, Џенифер води Ниди у локални бар да присуствују концерту инди рок бенда Лоу Шолдер. Бар захвата пожар у коме страда неколико људи. Џенифер, у шоку од пожара, одлази са члановима бенда, иако је Ниди моли да не иде. Касније те вечери, Џенифер се појављује у Нидиној кухињи, прекривена крвљу, и покушава да поједе печено пиле. Одмах потом повраћа црну течност и скоро уједа Ниди за врат, али се предомишља и одлази.
Следећег јутра у школи, Џенифер делује сасвим нормално и одбацује Нидине бриге, показујући потпуну равнодушност према недавној трагедији. Она заводи капитена школског фудбалског тима и одводи га у шуму где га убија и једе. У међувремену, Лоу Шолдер стиче популарност због лажних гласина да су били хероји током пожара, па обећавају да ће се појавити на школској пролећној забави у хуманитарне сврхе.
Месец дана касније, Џенифер постаје болесна и исцрпљена. Она договара састанак са Колином, другом из школе, кога позива у напуштену кућу; тамо га брутално убија и поједе. Док Ниди има секс са својим дечком Чипом, осећа да се нешто страшно догодило и има узнемирујућу визију демонске Џенифер. Она бежи кући, али је на путу напада Џенифер, крвава од главе до пете. Ниди ипак успева да стигне кући неповређена и тамо затиче обновљену и заводљиву Џенифер у свом кревету. Џенифер покушава да је заведе пољупцем; Ниди у почетку узвраћа, али убрзо долази себи и захтева објашњење.
Џенифер открива да су је чланови Лоу Шолдера након пожара одвели у шуму и принели као девичанску жртву Сатани у замену за славу и богатство. Иако је ритуал био успешан, Џенифер није била девица, па је постала трајно опседнута. Постала је гладна, и Ахмет, страни студент за кога се мислило да је страдао у пожару, био је њена прва жртва. Намеравала је да поједе и Ниди, али није могла да науди својој најбољој пријатељици. Када се нахрани, Џенифер је способна да поднесе било какву повреду без бола и моментално зацели.
Ниди одлази у школску библиотеку у одељење о окултизму и закључује да је Џенифер сукуба који мора да се храни људским месом и да се може убити само док је гладна и ослабљена. Ниди све исприча Чипу, али јој он не верује, па га оставља како би га заштитила. Џенифер пресреће Чипа на путу до школског плеса и лаже га, говорећи му да га је Ниди преварила са Колином. Одводи га до напуштеног базена и почиње да се храни његовим телом. Ниди стиже и Чип пробада Џенифер у стомак металном дршком скинера за базен. Џенифер бежи, а Чип умире.
Бесна и сломљеног срца, Ниди упада у Џениферину собу. Долази до жестоке борбе током које Џенифер уједа Ниди за раме. Ниди јој у јеку борбе скида огрлицу пријатељства са врата. Џенифер тада престаје да се бори, а Ниди је убија тако што је пробада радним ножем у срце, уништавајући демона. Џениферина мајка улази у собу и затиче Ниди како стоји изнад мртвог тела њене ћерке, што резултира Нидиним хапшењем. Међутим, услед уједа, Ниди добија део Џенифериних натприродних моћи. Успева да побегне из установе и стопира превоз, говорећи возачу да прати један бенд. Кућни снимци и фотографије са места злочина откривају да је Ниди убила све чланове Лоу Шолдера у њиховом хотелу.

## Улоге
| Глумац            | Улога                |
| ----------------- | -------------------- |
| Меган Фокс        | Џенифер Чек          |
| Аманда Сајфред    | Анита „Ниди” Лесники |
| Адам Броди        | Николај Вулф         |
| Џони Симонс       | Чип Дав              |
| Џеј Кеј Симонс    | годподин Вроблевски  |
| Ејми Седарис      | Тони Лесники         |
| Кајл Галнер       | Колин Греј           |
| Синтија Стивенсон | госпођа Дав          |
| Крис Прат         | Роман Дјуда          |
| Кари Гензел       | госпођа Чек          |
| Хуан Ридингер     | Дирк                 |
| Џуно Радел        | полицајка Ворзак     |
| Валери Тјан       | Частити              |
| Аман Џохал        | Ахмет                |
| Џос Емерсон       | Џонас Козел          |
| Бил Фагербаке     | Џонасов отац         |
| Ланс Хенриксен    | возач                |